# José Navarro Aramburú
Pour les articles homonymes, voir Navarro (homonymie).
José Navarro Aramburú, né le 24 septembre 1948 à Lima au Pérou, est un footballeur international péruvien qui évoluait au poste de défenseur.

## Biographie

### Carrière en sélection
International péruvien, José Navarro joue 30 matchs (pour aucun but inscrit) entre 1972 et 1979. 
Il figure dans le groupe des sélectionnés lors de la Coupe du monde de 1978 organisée en Argentine. Lors du mondial, il joue deux matchs contre le Brésil et la Pologne.
Il participe également à la Copa América de 1975, remportée par son équipe, puis à celle de 1979.

## Palmarès

### Palmarès en club
| Defensor Arica - Championnat du Pérou : - Vice-champion : 1969. |  | Sporting Cristal - Championnat du Pérou (2) : - Champion : 1979 et 1980. - Vice-champion : 1977. |

### Palmarès en sélection
Pérou
- Copa América (1) :
  - Vainqueur : 1975.